# Polygala vagans
Polygala vagans är en jungfrulinsväxtart som beskrevs av T. S. Brandegee. Polygala vagans ingår i släktet jungfrulinssläktet, och familjen jungfrulinsväxter. Inga underarter finns listade i Catalogue of Life.